# 7 Pułk Huzarów (Cesarstwo Niemieckie)
7 Pułk Huzarów im. Króla Wilhelma I (1 Reński) (niem. Husaren-Regiment „König Wilhelm I.“ (1. Rheinisches) Nr. 7)  – pułk kawalerii niemieckiej okresu Cesarstwa Niemieckiego.
Pułk został sformowany 7 marca 1815. Stacjonował w Bonn . Wchodził w skład IX Korpusu Armijnego .

 Wiosną 1914 był w strukturze 15 Brygady Kawalerii z 15 Dywizji Piechoty.
W wyniku mobilizacji, w sierpniu 1914 pułk osiągnął gotowość bojową i w składzie 16 Dywizji Piechoty z VIII Korpusu Armijnego został wysłany na front zachodni.

## Bibliografia

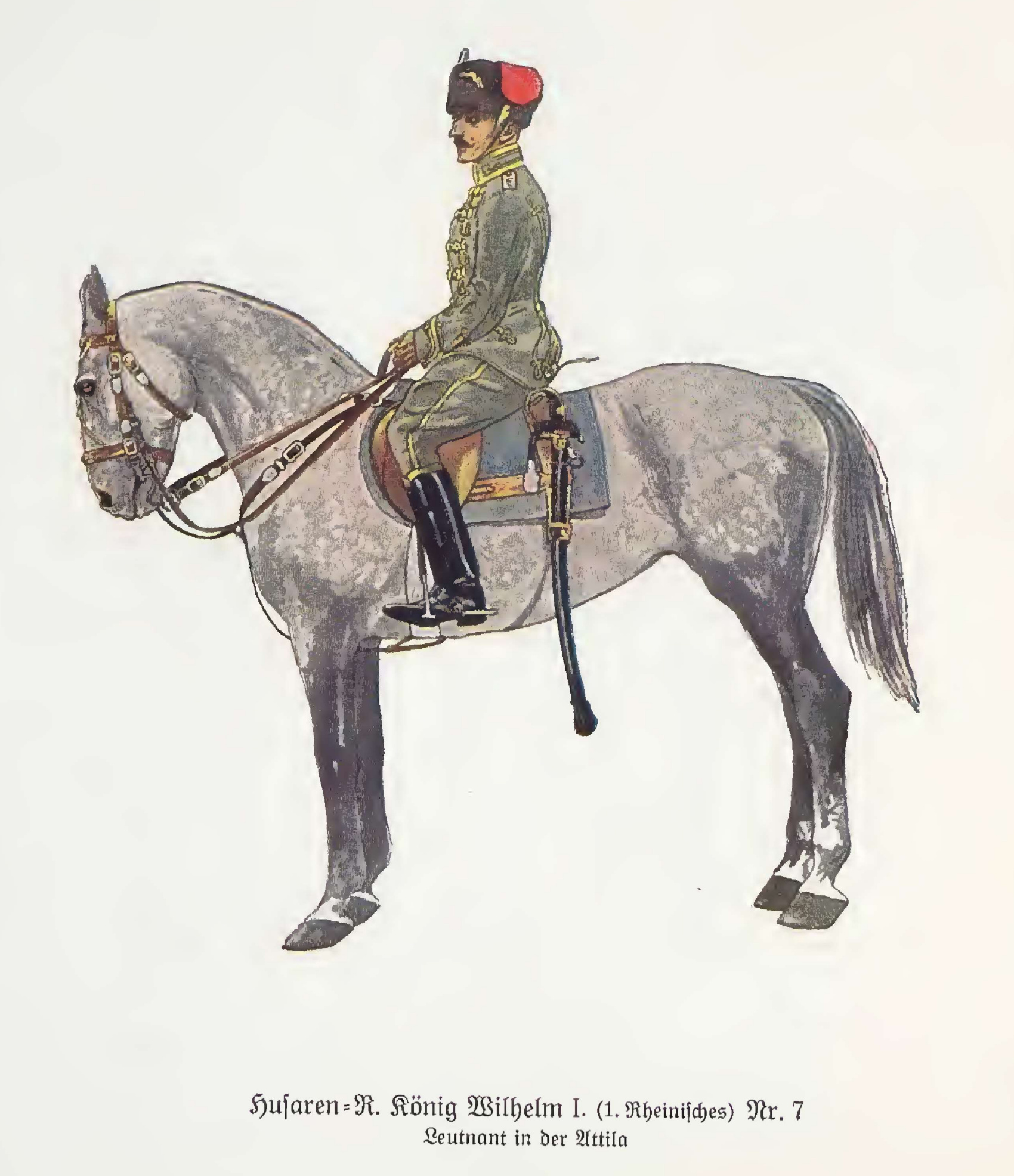
Mundur huzara pułku